# عمر حامد الملاحويش
عمر حامد الملا حويش، (1927-)، كاتب ومؤلف وباحث وفقيه مسلم عراقي.

## ولادتهِ ودراستهِ
ولد الدكتور عمر بن الشيخ حامد بن أحمد الملاحويش في سنة 1346 هـ/ 1927م، في محلة المشاهدة ببغداد المجاورة لمقبرة الشيخ معروف الكرخي، وفي عام 1930 عين والدهُ الشيخ حامد إماماً وخطيباً ومدرساً في مدينة الفلوجة، فانتقل مع أسرتهِ وأكمل عمر دراسته الابتدائية في الفلوجة، وفي عام 1940 عاد إلى بغداد لإكمال الدراسة المتوسطة، وفي عام 1943 انتقلت أسرتهِ إلى حي الأعظمية ببغداد، فأكمل دراستهِ في ثانوية الأعظمية، ثم التحق بكلية الآداب وتخرج منها عام 1952، وعين مدرساً في ثانوية الفلوجة، ثم أنتقل إلى متوسطة النعمان في الأعظمية، وفي حزيران 1959 نقلت خدماته إلى مديرية الأوقاف العامة، وفي عام 1963 سافر إلى القاهرة لإكمال دراستهِ العليا في كلية الآداب بجامعة القاهرة، فنال شهادة الدكتوراه في عام 1967 في البلاغة وعلوم القرآن الكريم.

## الوظائف والمناصب
- عين معاون العميد في كلية الإمام الأعظم سنة 1967.
- شغل منصب العمادة لكلية الإمام الأعظم سنة 1968.
- في سنة 1970 نقل إلى التدريس في كلية الآداب في جامعة بغداد.
- في عام 1978 عين رئيساً لقسم اللغة العربية في كلية الآداب في جامعة بغداد.

## أهم المؤلفات
لهُ العديد من الكتب والمؤلفات والبحوث منها:
- اللغة العربية: نصوص وتطبيقات.[4]
- أثر البلاغة في تفسير الكشاف.[5]
- تطور دراسات إعجاز القرآن وأثرها في البلاغة العربية.
- نصوص النظرية البلاغية (بالاشتراك مع الدكتور داود سلوم).
- بين اللفظ والمعنى.